# El Telégrafo (Paysandú)
El Telégrafo – deutsch: "Der Telegraf" – ist eine spanischsprachige, uruguayische Tageszeitung aus Paysandú.
Gegründet wurde die Zeitung durch die Brüder Angel Carotini und Miguel A. Baccaro. Die Erstausgabe datiert vom 1. Juli 1910. Mitte der 1960er-Jahre erschien die Zeitung mit Ausnahme der Sonntage täglich. Sie hatte seinerzeit einen durchschnittlichen Umfang von zehn Seiten und verfügte über eine Auflage in Höhe von 8.000 Exemplaren. Das Redaktionsteam bestand in jener Zeit aus sechs Redakteuren, einem Grafikdesigner und zwei Fotografen. Zur Zeit dieser Datenerhebung stand die Zeitung im Eigentum von F.J. Baccaró. 1966 übernahm dessen Sohn Fernando Miguel Baccaró die Position des Direktors und hatte diese bis zu seinem Tod am 9. Mai 2006 inne. Im Zeitpunkt des Todes von Fernando Miguel Baccaró war El Telégrafo die auflagenstärkste Zeitung des Landes außerhalb der Metropolregion Montevideo. Nach El Día ist El Telégrafo erst die zweite uruguayische Zeitung, die länger als 100 Jahre besteht. Im Zeitpunkt des hundertjährigen Gründungsjubiläums war Enrique Baccaro, ein Enkel eines der Zeitungsgründer, Direktor des El Telégrafo.
Der Sitz befindet sich in der Straße 18 de Julio 1027 in Paysandú.